# 飞来峰摩崖石刻
飞来峰摩崖石刻位于中国浙江省宁波市鄞州区东吴镇天童林场森林公园内，为民国文字石刻，飞来峰位于悟心洞上，高10.33米，为乱石垒砌而成，共七处摩崖石刻，分别位于飞来峰西、南、北三面，西面有3处，字迹清晰，南面有2处，一处大部风化，字迹不清，一处字迹清晰，北面共2处，字迹清晰，总共近200多字，2010年9月公布为鄞州区文物保护单位:428。